# Jeanne-Marie Artois
Jeanne-Marie Artois, född 1762, död 1840, var en belgisk bryggare. Hon räknas som en viktig figur i den samtida belgiska bryggeriindustrin och även som en nyckelfigur inom kvinnlig företagarhistoria.
Jeanne-Marie Artois var dotter till bryggaren Adrian Artois (d. 1783) och Marie Jeanne Artois. Bryggeriet i Louvain tillhörde en av de mer framstående i regionen, grundat av farfadern Sebastian Artois 1717. Efter faderns död sköttes företaget av modern tills det år 1785 delades upp mellan de sex ogifta syskonen under ledarskap av brodern Leopold Artois till 1813, varpå Marie-Barbe (d. 1821) och Jeanne-Marie tog över ledarskapet. Hon var ingen passiv partner utan assisterade sin bror i den kraftiga expansion av företaget som ägde rum under denna tid. Bryggeriet tillhörde de största i Frankrike i början av 1800-talet. Jeanne-Marie var från 1814 gift med Jean-Baptiste Plasschaert, borgmästare i Louvain. Hon övertog företaget ensam efter sin systers död 1821 och drev det sedan ensam till sin död. Hon hade inga barn, och utsåg sin advokats systerson Albert Marnef till arvtagare.